# Torre de Calaburras
La Torre de Calaburras es una torre vigía o almenara situada en la Punta de Calaburras en la localidad de La Cala de Mijas, (provincia de Málaga, España).
Construida en mampostería, la torre tiene forma cilíndrica y supera los 13 metros de altura y los 8 metros de diámetro en su base. Pertenece a una serie de almenaras costeras similares construidas a principios del siglo XVI, que formaban parte del sistema de vigilancia y defensivo de la costa del antiguo Reino de Granada. 
La torre fue declarada Bien de Interés Cultural en 1985.